# 帕滕 (緬因州)
帕滕（英語：Patten）是一個位於美國緬因州佩諾布斯科特縣的鎮。

## 人口
根據2020年美國人口普查的數據，帕滕的面積為99.07平方千米，當中陸地面積為98.91平方千米，而水域面積為0.16平方千米。當地共有人口881人，而人口密度為每平方千米9人。